# Menur
Menur is een bestuurslaag in het regentschap Demak van de provincie Midden-Java, Indonesië. Menur telt 4090 inwoners (volkstelling 2010).